# Cibro
Cibro is een bestuurslaag in het regentschap Aceh Tengah van de provincie Atjeh, Indonesië. Cibro telt 459 inwoners (volkstelling 2010).